# Історія Косова
Протягом своєї історії, Косово було в складі різних держав.

## Косово в античності
У I тис. до н. е. територія Косова була заселена іллірійцями, які в ході Іллірійських воєн були включені до складу Римської імперії.

## Косово в Середньовіччі

### Переселення слов'ян на Балкани

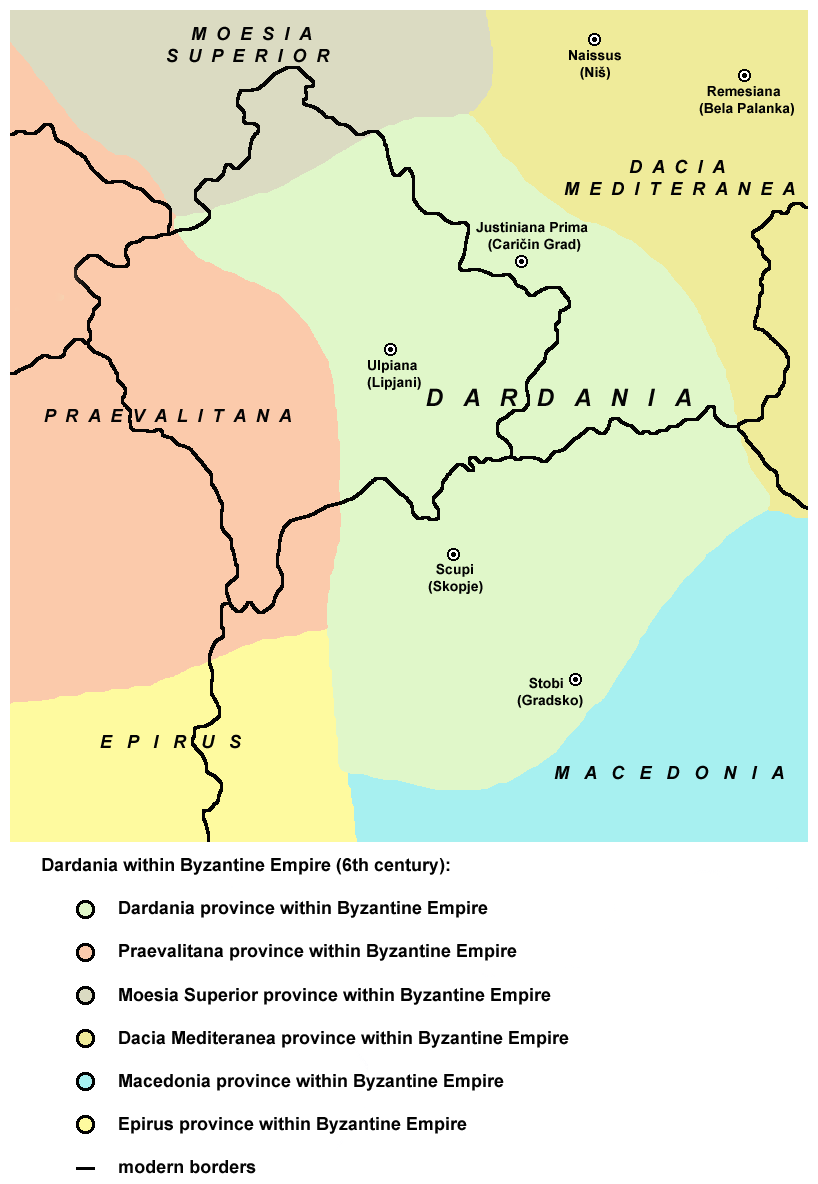

Після розпаду Римської імперії територія сучасного Косова і Метохії увійшла до складу Візантійської імперії. До кінця VI століття Косово, як і більша частина Балканського півострова, було колонізоване слов'янами, які частково асимілювали, а частково витіснили місцеве романізоване населення на узбережжі. Хоча території, на яких розселилися слов'яни, залишалися під номінальним сюзеренітетом Візантії, фактично влада належала місцевим слов'янським племінним вождям (Жупанам), які на території сучасної Сербії, включаючи Косово, утворили кілька протодержавних племінних утворень— жупаній. Жупанії поступово об'єднувалися в невеликі князівства, однак процес формування державності був істотно уповільнений через відособленість територій, населених різними сербськими племенами, їх віддаленість від міст і центрів торгівлі та відсутність взаємних економічних зв'язків. Жупи зазвичай займали райони, обмежені течіями рік або горами. Їх центрами були укріплені поселення або міста. Як адміністративні територіальні одиниці жупи в подальшому стали міцною основою Сербської держави. Однак візантійці всі ці землі назвали «Склавінії». Після розселення слов'ян на Балканах у візантійських джерелах з'являються відомості про безліч склавінів від Салонік до Константинополя, а пізніше і про склавінів, розташованих вище міст на узбережжі далматинця.
В результаті на сербській території утворилося декілька центрів формування держави, один з яких знаходився на землях, що лежать безпосередньо на північ від сучасного Косова— в Сербському князівстві, пізніше отримав назву Рашка. Паралельно з утворенням держави відбувалася християнізація сербів. Як і в інших частинах Балканського півострова, в сербських землях поширення християнства серед слов'янських племен почалося незабаром після їх переселення. Ініціатором християнізації в цих землях була Візантія, яка розраховувала таким шляхом розширити свій політичний вплив на слов'ян. Імператор Костянтин Багрянородний повідомляє, що хрещення сербів почалося ще за імператора Іраклія (610–641 рр.), який послав сербам священиків з Риму. На думку ряду істориків, спроби Візантії поширити християнство в сербських землях мали більші результати, ніж в Хорватії. Християнство спочатку поширювалося повільно, широкі верстви населення дуже важко його сприймали і нерідко знову поверталися до язичництва. Однак частина слов'янського населення зберегла відданість християнству, особливо в приморських областях, що межують з візантійськими володіннями. Остаточно нова релігія утвердилася в сербських землях тільки в другій половині IX століття при імператору Василю I, коли хрестився княжий рід у Рашці. Ймовірно, це сталося між 867 і 874 роками. У той же час, окремі представники сербської знаті могли хреститися і раніше, тоді як в деяких районах (особливо в Паганіні) і в середовищі селянства язичництво панувало ще й в X столітті.
У другій половині IX століття почалася інтенсивна експансія болгар в напрямку сербських земель. Косово стало ареною боротьби між Першим Болгарським царством, Візантією і більш слабким Сербським князівством Рашка. На початку X століття Косово було включено до складу Болгарської держави Симеона I. Спроба відновлення самостійності Рашки при Чаславі завершилася невдало: до кінця X століття Косово знову повернулося під владу болгар, визнавши сюзеренітет царя Самуїла. Однак в 1018 році Західно-Болгарське царство було завойовано візантійським імператором Василем II, а сербські землі фактично вперше після VI століття опинилися під контролем Візантії. Це призвело до переміщення ядра формування сербської державності в приморські області— в Дуклю, де в середині XI століття утворилося сильне слов'янське князівство (з 1077 року— королівство), яке при Костянтині Бодіні включило до свого складу і Косово.

### Центр Сербського королівства
На початку XII століття, після смерті Костянтина Бодина, Дуклянська держава розпалася. Косово знову стало ареною протистояння між відновленим князівством Рашка та Візантією. Перелом в цій боротьбі стався з вступом на престол Рашки князя Стефана Неманя, засновника династії Неманичів. В кінці 1160-х рр. він підпорядкував північну частину Косова, а до кінця 1180-х рр. завоював все Косово, Метохію і Вардарську Македонію. Хоча в 1190 році Стефан Неманя зазнав поразки від візантійців в Моравській битві, більша частина Косово була визнана володінням Сербської держави, яка отримала незалежність. Остаточне включення території сучасного Косова до складу Сербії сталося в 1208 році зі взяттям Призрена і Липляни.
У 1217 році князь Стефан II Неманич був коронований королем Сербії. У 1219 році була заснована Автокефальна Сербська православна церква. На території Косова сформувалися три православних єпископства з центрами в Хвосно, Призрені і Липлянах. В кінці XIII століття резиденція митрополита сербського була перенесена в Печ. Косово стало релігійним, культурним і політичним центром Сербії. Тут було засновано безліч монастирів і церков, зокрема Собор Богоматері в Призрені (1307 рр.), монастир в Високих Дечанах (1327 рр.), монастир Грачаніца поблизу Приштини (1335 рр.). Великі земельні володіння, особливо в західній частині Косова, в Метохії, були передані церкві. Приштин, Призрен і замок в Неродім'є використовувалися сербськими королями в якості своїх резиденцій. Активно розвивалася торгівля, гірнича справа і ремесло, центрами яких стали Ново-Брдо і Приштина. Економічний і культурний розквіт Косово і всієї Сербії припав на час правління Стефана Душана (1331-1355 рр.), коли до складу Сербської держави увійшла Македонія, Північна Греція і Албанія. У 1346 році Стефан Душан був коронований «царем сербів і греків», а Печський архієпископ отримав статус патріарха. У цей період переважна більшість населення Косова було слов'янами, головним чином сербами. Про це свідчать монастирські грамоти, що збереглися з того часу, в яких згадуються практично виключно слов'янські імена. Крім сербів, гіпотетично, в Косово проживала невелика кількість албанців, волохів, а також греків, болгар, німців (в містах).

## Косово в Пізньому Середньовіччі і Нових часах
Політика Стефана Душана опиралась на велику земельну аристократію, під контроль якої були передані жупи і намісництва, призвела після його смерті до швидкого розпаду Сербської держави. У Косові встановив свою владу князь Воїслав Войнович (пом.1363), який проводив власну політику, не рахуючись з номінальним царем сербів Стефаном Урошом V. В кінці 1360-х рр. Косово було розділене між володіннями Ніколи Алтомановіча, князя Лазаря і короля Вукашина. Постійні війни, які вели між собою місцеві правителі, істотно ослабили Сербію в умовах наростаючої загрози з боку Османської імперії. У 1371 році король Вукашин був розбитий в Марицькій битві, в результаті чого Македонія і Південне Косово потрапили в залежність від турків. Спробу об'єднання Сербії зробив князь Лазар при підтримці Печського патріархату. Але в 1389 році на Косовому полі об'єднана сербська армія князя Лазаря була розбита чисельно переважаючими військами султана Мурада I, а сам князь убитий. Сербія визнала сюзеренітет Османської імперії.
На початку XV століття при Стефані Лазаревичу Сербська держава пережила короткий період відродження, єдність сербських земель було відновлено. Ядро держави, однак, змістилося в північні області, в район Смедереве, який менш потерпав від турецьких набігів. Косово продовжувало залишатися важливим економічним (срібні і золоті копальні Ново-Брдо) і релігійним центром Сербії. В середині XV століття почався новий наступ турків. У 1448 році в другій битві на Косовому полі була розбита угорська армія Яноша Хуньяді. У 1454 році турецькі війська захопили Приштин, Прізрен і Ново-Брдо. Нарешті, в 1459 році впала Смедереве—столиця Сербської держави. Територія Сербії була остаточно завойована Османською імперією.
Турецьке завоювання мало катастрофічні наслідки для господарства. В результаті війн, грабежів, зламу традиційних поземельних відносин, введення нових податків (харадж, джизія, іспендже), закріпачення селянства, розриву торгових зв'язків сільське господарство, гірничорудна і ремісниче виробництво Косова прийшли в занепад. Цілі райони спустіли, зростання міст припинилося. До економічної стагнації додався фактор національного гніту: місцева аристократія була витіснена мусульманами, з частково прийнявшим іслам слов'янам (потурченці), християнам було заборонено носити зброю, вступати на державну службу. Все це сприяло витісненю сербського населення з рівнинних районів в гори або за межі Османської імперії, перш за все на угорські землі на північ від Дунаю за допомогою нової мусульманської аристократії. На звільнені землі заселялися скотарі-влахи, ісламізовані албанці, які користувалися певними привілеями (звільнення від хараджа, власний «влашський закон», поставки худоби для державних потреб). Розселення в рівнинних областях Косова і Південної Сербії влахів, суспільний устрій яких залишався патріархальним, сприяло консервації відсталих форм господарювання і громадської організації.
Головним центром сербської культури і національного єднання в XV— XVI століттях була православна церква на чолі з Печським патріархатом. Після кількох десятиліть підпорядкування сербської церкви Охридському архієпископу на початку XVI століття самостійність Печського патріархату була відновлена в 1537 році, а патріарх отримав права, рівні Константинопольському. Церква зберегла більшу частину своїх земель і майна, що дозволило їй значно зміцнити своє політичне і суспільне значення, як ядра національного згуртування сербського народу в Османській імперії.

### Велике переселення сербів
З XVI століття почався підйом визвольного руху народів Балканського півострова проти влади Османської імперії. Почастішали повстання селян, гайдучество. Політична еліта сербського населення, перш за все Печська патріархія, встановила зв'язки з іноземними державами— противниками Порти (Венеційська республіка, Австрія, Іспанія). Це дозволило з'єднувати повстання з війнами, які вела Османська імперія. Рушійною силою антитурецького опору з початку XVI століття була Австрія. В період австро-турецької війни 1593—1606 років по сербським землям прокотилася хвиля повстань, в значній мірі направлених Печською патріархією. Наступний підйом визвольного руху припав на кінець XVII століття, коли австрійським військам вдалося вигнати турків з Угорщини. У 1688 році австрійці зайняли Белград. Це викликало масові виступи по всіх сербських землях, різкий сплеск гайдучества і звільнення деяких територій з-під влади Османської імперії. З'явилася надія на звільнення всієї Сербії і відновлення її незалежності. У 1689 році австрійська армія за підтримки місцевого населення звільнила значну частину Косова і Південної Сербії і рушила в Македонію.
Однак в 1690 році почався масивний турецький наступ. Австрійці відступили з Македонії, а потім і з Сербії. Турецькі війська знову зайняли Ніш і Белград. Відновлення османської влади супроводжувалося руйнуванням країни. Розчарування в можливості досягнення незалежності і турецькі репресії змусили сербів залишати свої землі. На заклик Печського патріарха Арсенія III в 1690 році почався масовий вихід православного населення з територій Косова, Південної і Центральної Сербії та його переселення за Дунай, на територію Австрійської монархії. Цей результат отримав назву Великого переселення сербів. Його результатом стало розширення етнічної сербської території на північ: Банат, Срем, Бачка і Бараня були заселені сербами, які прийшли на місце, залишивши ці землі в XVI столітті угорцями. З іншого боку, спорожніли південносербскі території. Тільки з Косова за призовом Арсенія III емігрувало близько 37 тисяч сімей. Витіснення сербського населення продовжилося і в першій половині XVIII століття, особливо після поразки австрійців в австро-турецькій війні 1735— 1737 років. Землі обезлюдніли, господарство занепало.
На очищену після відходу значної частини сербів територію з кінця XVII століття почалося поступове заселення ісламізованих албанців які в цілому значно ефективніше інтегрувалися в соціально-політичну систему Османської імперії. До XVIII століття близько половини албанців прийняли іслам, горяни активно залучалися на військову службу в турецькій армії, в тому числі в корпусі яничарів, албанці також проникли до вищих органів влади імперії, аж до поста великого візира. Власне на території Албанії влада центрального уряду була мінімальною, а управління і земельна власність перебували, переважно, в руках місцевих феодалів. До того ж, заселивші цей регіон турки швидко асимілювалися албанцямилипень 2017[джерело?]. На другу половину XVII століття припадає початок швидкого підйому албанської економіки, перш за все торгівлі та міського ремесла. Ці фактори сприяли колонізації албанським населенням сусідніх територій, спорожнілих в результаті воєн і еміграції.
Зміна етнічного складу населення Косова призвело до виникнення сербо-албанського протистояння. У XVIII столітті в результаті еллінізації православної церкви на території Османської імперії вона перестала служити центром визвольного руху сербів. У 1766 році Печський патріархат був скасований. До середини XVIII століття припинилася експансія Габсбургів на Балкани. Все це сприяло занепаду національного руху і його переміщенню в Північну Сербію, в Белградський пашалик, який з початку XIX століття перетворився в ядро звільнення Сербії. У Косові продовжувалося зростання частки албанського населення, особливо в західній частині області. Проте, ще в 1838 році австрійський дослідник Йозеф Мюллер зазначав переважно слов'янський характер населення Метохії, причому особливо помітним було сербське домінування в містах.

## Зародження і зростання албанського національного руху
Ослаблення сербського національного руху в Косові з кінця XVIII століття супроводжувалося зародженням і зростанням албанського національного руху. Перші його зачатки відносяться до так званої «епохи пашалик» (кінець XVIII— 1831 г.), коли в умовах кризи центральної влади в Османській імперії на регіональному рівні сформувалися напівнезалежні пашалики, керовані великими місцевими феодалами, які вступили в протистояння з центральною владою. Значна частина Косово в 1780-х рр. потрапила під владу Мехмеда-паші, який створив на землях Північної і Центральної Албанії, а також Косово і Західної Македонії власне князівство з центром в Шкодер, лише номінально визнавало владу султана. На початку XIX століття Шкодерський пашалик почав набувати рис національного утворення албанців, з'явилося прагнення до повного розриву залежності від Туреччини. Однак це утворення виявилося неміцним. У 1831 році війська Мустафи-паші Шкодерського були розбиті, сам він зміщений, а в регіоні відновлена центральна влада Османської імперії.
Вторгнення османських військ в Албанію, а також безперервні усобиці між місцевими феодалами на рубежі XVIII—XIX століть дали новий поштовх до переселення албанців в більш спокійне Косово. Частка албанського населення продовжувала збільшуватися і до середини XIX століття, очевидно, складала більше 50 % населення краю. Одночасно зростало значення Косова для албанського національного руху. Уже в 1830-х рр. з початком епохи централізаторських реформ в імперії (танзімат) почалися виступи албанців проти османської влади. У 1840-х рр. просвітницька діяльність Наума Векільхарджі лягла в основу албанського національного відродження, лідери якого виступали за об'єднання албанських земель і самоврядування в рамках Османської імперії. У 1866–1867 рр. в Косові відбулося велике повстання албанців проти турецької влади.

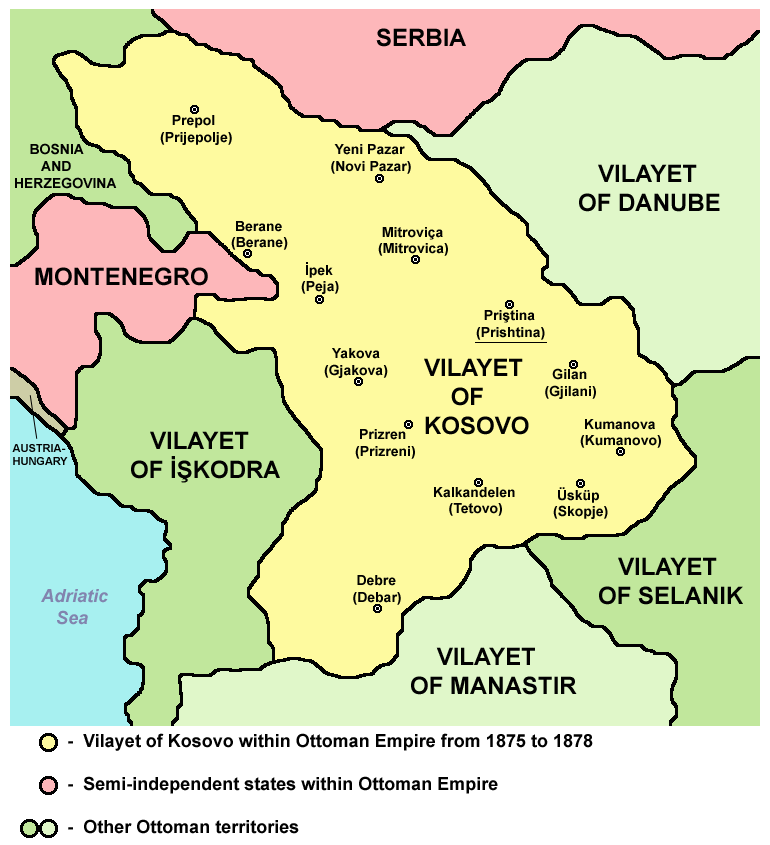

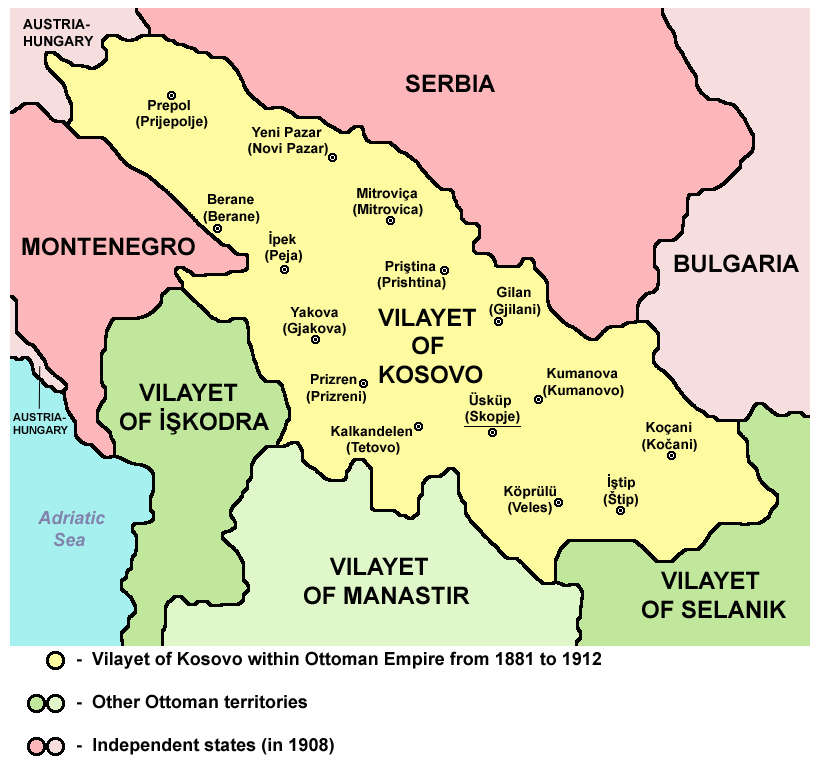

У початковий період « Східної кризи» (1876–1877) албанці підтримали повстання в Герцеговині і в Болгарії і відмовлялися служити в османській армії. Однак після підписання в 1878 році Сан-Стефанського мирного договору, що не враховували інтереси албанців, стався корінний перелом в національному русі. Питання про антиосманське повстання було знято з порядку денного, замість нього лідери албанців виступили з ідеєю об'єднання всіх населених албанцями земель в автономний вілаєт в складі імперії і проти розчленування країни іноземними державами. Ядром нового руху стало Косово. Тут, в місті Призрен, 10 червня 1878 року пройшов загальноалбанскій з'їзд, на якому була заснована Албанська Призренська ліга— військово-політична організація, покликана захистити національні інтереси албанців. Ліга розвинула бурхливу діяльність, її відділення були створені по всій Албанії, Косова і Західної Македонії, в деяких регіонах осередку Ліги встановили контроль над місцевою адміністрацією. Після відмови уряду Османської імперії обговорювати питання про створення автономного албанського вілаєта в 1880 році керівництво Ліги розірвало зв'язки з Портою, а її збройні сили зайняли основні центри Косова і Західної Македонії. На цих територіях була сформована місцева албанська адміністрація, підпорядкована тимчасовому уряду Ліги. У той час, як власне в Албанії комітети Ліги були зайняті внутрішніми конфліктами, саме Косово стало ядром національного опору, до якого були залучені широкі верстви албанського населення краю. Однак радикальний тимчасовий уряд в Призрені не отримав підтримки більш помірних комітетів північної й південної Албанії. Тому, коли в 1881 році в Косово вступила османська армія, рух був швидко придушений. Призрен після деякого опору був захоплений турками, потім влада імперії була відновлена і в інших областях Косова. Призренська ліга припинила існування.
В кінці XIX століття в Косові посилився албанський просвітницький рух, була створена ціла мережа шкіл і культурно-просвітницьких товариств. У національному русі почався розкол на прихильників автономії і незалежності албанських земель. У 1896–1897 рр. в результаті посилення панслов'янської агітації в Косово і Македонії, а також у зв'язку з виникненням претензій іноземних держав (зокрема, Австро-Угорщини) на встановлення протекторату над Албанією, почалося нове піднесення національного руху. Його центром знову стало Косово. У 1897 році склався союз косовських міст (Призрен, Печ, Пріштіна) на підтримку самоврядування Албанії. У 1899 році в Пейі (алб. Пейи) була заснована Албанська ліга в Пейі, метою якої стала організація боротьби за об'єднання і автономію албанських земель. Були створені військові формування та місцеві комітети, але в 1900 році в Косово і Албанію були введені турецькі війська, які придушили виступи албанців.
У той час, як албанське національне відродження в Косові в кінці XIX століття переживало розквіт, сербський національний рух продовжував знаходиться в застої. Хоча вже з 1850-х рр. на території краю почалася пропагандистська і агентурна робота емісарів і просвітителів Сербського князівства, які прагнуть підготувати ґрунт для об'єднання всіх сербських земель в рамках незалежної держави, політична активність місцевого населення залишалася низькою. Проте, вдалося досягти значних результатів в культурно-освітній сфері: в кінці XIX століття в Косово, головним чином в східних і північних регіонах краю, було засновано безліч сербських шкіл і культурно-просвітницьких товариств. У 1896 році було досягнуто згоди між Сербією і Чорногорією про розподіл сфер впливу в Косово, Македонії та Албанії: Метохія, Санджак і Північна Албанія визнавалися зоною інтересів Чорногорії, Східне Косово і Македонія— Сербії. У тому ж році Сербія і Чорногорія спільно виступили на захист культурно-релігійної автономії слов'ян Косова, коли турецька влада спробували призначити митрополитом Призрена грека— фанаріотиа.

## Косово в XX столітті
У 1878 році Сербія здобула незалежність від Османської імперії. Значно пізніше (в 1912 році) Сербія отримала контроль над Косовим. І тільки в 1918 році Косово увійшло до складу Королівства Сербів, Хорватів і Словенців, пізніше ставши частиною Вардарської, Зетської і Моравської бановин Королівства Югославія. Приєднання Косово виявилося нелегкою справою, оскільки в краї діяв повстанський рух качаків.
У 1930-ті роки королівський уряд неодноразово намагався вирішити питання албанців різними способами, такими як заохочення їх еміграції до Туреччини і заселення в краю чорногорських селян; відомо, що принц-регент Павло відхилив пропозицію Муссоліні про розподіл Албанії між Югославією та Італією, пославшись на небажання обтяжувати країну ще більшою кількістю албанців. Витоки сучасної кризи в Косові багато істориків бачать у подіях середини XX століття:
Про рішучість югославської влади свідчить той факт, що 11 липня 1938 року, між Югославією і Туреччиною була укладена конвенція (не ратифікована турецькою стороною) про переселення до Туреччини 40 тис. мусульманських сімей з Південної Сербії в 1939—1944 роках. Причому югославська влада зобов'язалась платити за кожну переселенську родину по 400 лір (з них 30 % у валюті).

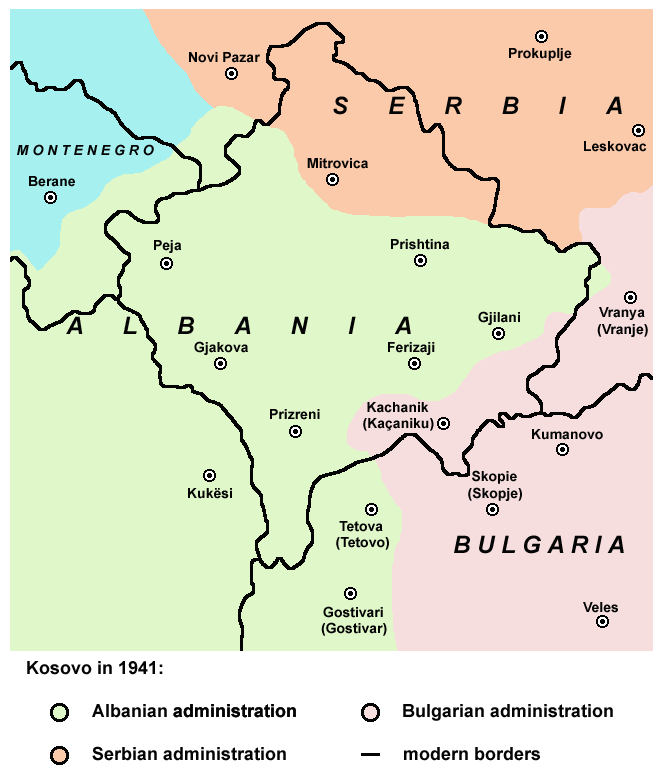

Під час Другої світової війни італійці створили в Албанії колабораціоністський режим — Велику Албанію, до складу якої було включено і Косово. Албанці провели етнічну чистку, вбивши або вигнавши більшу частину сербського населення. Загальна кількість біженців склала 400 тис. Після війни Тіто, сподіваючись на входження до складу Югославії Албанії, в обмін на передачу їй Косова і Метохії прийняв 400 тис. біженців з Албанії і переселив з Косова і Метохії в інші регіони Югославії 200 тис. сербів. Одночасно розширювалося самоврядування провінції: в 1946 році вона була національною областю, а з 1963 року— автономним краєм. До цього часу співвідношення албанського і сербського населення досягло 9:1.

## Косово в складі СФРЮ

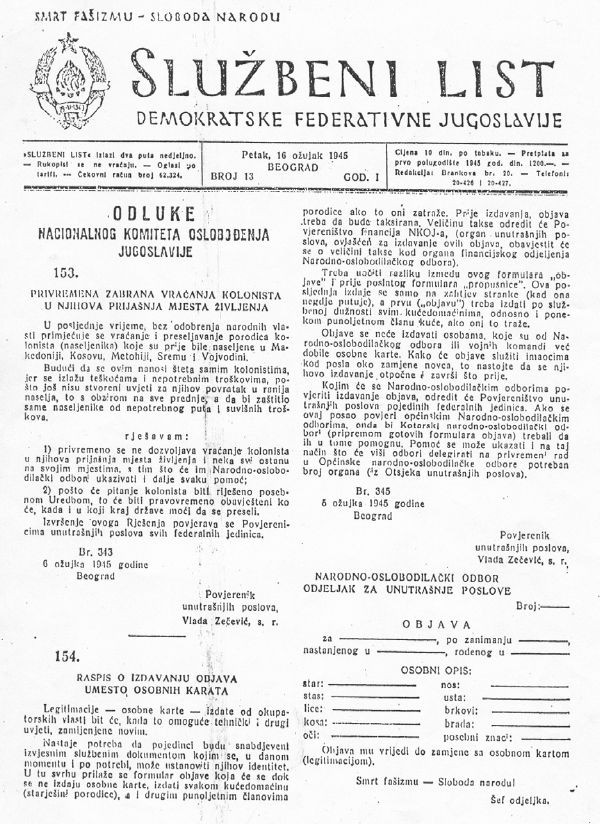
Заборона сербам і чорногорцям повертатися в Косово і Метохію

У роки Другої світової війни території Косова і Метохії були окуповані Італією і включені до складу Албанії. Албанськими націоналістами були вбиті тисячі сербів і чорногорців. За різними даними від 100 до 200 тисяч сербів покинули ці землі. На їх місце з Албанії переселилися від 70 до 100 тисяч албанців. Після звільнення в 1944 році Народно-визвольна армія Югославії зіткнулася з серйозним опором косовських албанців. До липня 1945 року їхні загони були розгромлені або витіснені в сусідні країни. Прагнучи заспокоїти місцевих албанців, незадоволених поверненням Косова до складу Сербії, глава югославських комуністів Броз Тіто заборонив вигнаним сербам повертатися в Косово і пообіцяв розглянути питання про можливе об'єднання Югославії з Албанією.
Тим часом, косовські албанці продовжували залишатися незадоволеними. Лідер Албанії Енвер Ходжа писав в ЦК ВКПб в 1949 році: «Демократичні і національні права албанської національної меншини Косово і Метохії абсолютно не дотримуються. Ніякого зв'язку з Албанією!». Надання Косову автономії і відкриття там албанських шкіл Ходжа розцінив як демагогію, так як «ідеал— з'єднання з Албанією— залишився нездійсненим».
До середини 1960-х рр. ситуація в краї була під жорстким наглядом Служби державної безпеки, яку очолював один з найближчих соратників Тіто Олександр Ранкович. При Ранковичу держ. безпека жорстко репресувала албанців, що зберігають зброю і підтримували зв'язки з Албанією, а також тих, хто тільки підозрювався в цьому. Після його відставки, на думку американського історика Крейга Нейшн, в краї склалися умови для більш вільних проявів інакомислення, а подальша суверенізація Косова зробила можливим дискримінацію сербської меншини албанцями.
Новим кроком у автономізації Косова і Метохії стало прийняття Югославією Конституції 1963 року. Згідно з її положеннями, національні меншини стали іменуватися народностями, а автономні області отримали статус країв. У 1969 році назва краю було змінено на Автономний край Косово.

У 1966 році республіканське МВС Сербії повідомляло: 
|  | В середніх школах, середніх спеціальних закладах, гімназіях і вчительських школах молоді легально викладають націоналізм. Ворожість росте. І таких акцій останнім часом стає все більше - організація бойкоту, нападу на осіб чорногорської й сербської національності, загрози і примусу до від'їзду з цієї території, відкриті ворожі виступи в громадських місцях |

У цей час керівництво косовських комуністів на чолі з Фаділем Ходжа вимагало від федеральної влади рівноправності мов народів і народностей в країні, перейменування Статуту автономного краю в Конституцію, визначення СФРЮ (Соціалістична Федеративна Республіка Югославія) як співдружності рівноправних народів і народностей, створення в краї Конституційного суду.

Автономний край Косово і Метохія в складі Сербії на мапі СФРЮ, 1974—1990 роки

У 1968 році в Косові і Македонії відбулися виступи албанської молоді. Демонстранти вимагали дати краю статус республіки, прийняти нову конституцію, об'єднати території з албанським населенням в різних республіках. Демонстрації були розігнані силами поліції. Служба державної безпеки СФРЮ відзначала, що в цей період в краї росли націоналістичні настрої, які охоплювали верстви інтелектуалів, студентів і навіть школярів. Позиції албанських націоналістів посилились із зростанням автономії а також після проведення ряду заходів, серед яких були дозвіл на використання албанських національних символів, початок наукового і культурного співробітництва з Албанією і т. і. За даними професора Ф. Аган, демонстраціям передували «конституційні дискусії» в СФРЮ, де було озвучено вимоги зробити Косово республікою. Під тиском албанців край покидали серби і чорногорці. За даними російського історика Олени Гуськової, в період з 1961 по 1980 рр. з краю виїхали 92 197 сербів і 20 424 чорногорця. За даними Сербської православної церкви, основним мотивом залишення краю сербами були зростання напруженості і тиск з боку місцевих албанців. У той же час деякі західні дослідники писали, що причини еміграції 90 000 сербів з Косова були в основному економічними. Схожу думку про економічні причини результату сербів висловила російський історик Ніна Смирнова, яка також в якості причини результату вказувала на «втрату привілейованого становища» поруч сербів, а також на виїзд з краю замішаних в зловживаннях чиновників і поліцейських. На їх місця переселялися албанці з Македонії, Чорногорії і Південної Сербії.
Голова ЦК СК Сербії Марко Нікезіч відзначав, що проблему Косова потрібно вирішувати розвитком економіки, боротьбою з відсталістю і бідністю, наданням албанцям таких самих прав, якими володіли інші народи в Югославії. У той же час він виступав за рішучу протидію націоналізму.
Прийняття нової Конституції в 1974 році збільшило ступінь автономності країв, вони отримали велику політичну і економічну самостійність. При цьому, будучи в складі СР Сербії, краї мали майже ті ж права, що і сама Сербія в рамках Югославії. Косово і Воєводина могли блокувати будь-яке рішення Сербії, в той час як Сербія не могла впливати на рішення своїх автономних країв. Керівні органи Косова підпорядковувалися республіканській владі тільки в тому випадку, якщо вважали це вигідним для себе.
Фаділь Ходжа відзначав, що албанський народ має право об'єднатися в одну державу і необхідно боротися за це об'єднання. На його думку, саме з Косова, а не з Албанії, надходять імпульси до такого об'єднання. За словами Ходжі, так було і за Османської імперії, і під час Балканських воєн, і з Косовом були пов'язані значні дати в історії албанського народу.
1970-ті роки характеризувалися тривалою міжнаціональною напруженістю і зростанням активності албанських націоналістичних організацій, серед яких виділявся «Рух за національне визволення Косова». Він підтримував націоналістично налаштовані кола серед албанських студентів, які займалися в основному пропагандою і поширенням листівок і забороненої літератури. Один з лідерів албанських націоналістів в 1980-і Хідаєт Хісені писав, що акції студентів були «видом постійного руху албанців за національне визволення і рівноправність з іншими народами в тій Югославії». Крім безпосередньо Косова націоналістичні організації албанців діяли також в Македонії та країнах Європи.
Економічно Косово в складі СФРЮ постійно відносилося до офіційно існуючої категорії «нерозвинених регіонів», які отримували дотації з федерального центру. З 1970-х років Косово стало основним одержувачем цих кредитів серед регіонів Югославії. У 1976—1980 роках Фонд Федерації для кредитування економічно недостатньо розвинених республік і областей виділив Косово 2847,6 тис. динарів, в той час як Боснії і Герцеговині 2352,5 тис. динарів, Македонії— 1662,9 тис. динарів, Чорногорії— 831, 5 тис. динарів. Кредити надавалися на тривалий термін і під порівняно невеликий відсоток. Наприклад, в 1966—1990 роках Косово отримувало кредити терміном на 15— 19,5 років під 2,1-9,0 % річних.
У 1970-ті роки почастішали випадки прояву нетерпимого ставлення до сербів з боку албанського населення краю. Між 1971 і 1981 роками, в які проводився перепис населення, 50 тисяч осіб сербського населення покинуло Косово.
У 1981 році в Косові сталися масові заворушення, які поклали початок так званої «косовської інтифади», що існувала на рівні бандитизму і тяглася без видимих результатів до середини 1980-х років.

## Косовська криза
Сербо-албанський антагонізм загострився після приходу до влади в Сербії Слободана Мілошевича в 1988 році, який, використовуючи націоналістичну риторику, зміг завоювати широку популярність серед сербського населення в умовах розпаду, що почався в Югославії. 28 червня 1989 року в 500-ту річницю Косівської битви Мілошевич виступив перед сербами на Косовому полі. У 1989 році в Сербії відбувся референдум, який затвердив нову конституцію, яка радикально урізала автономію національних країв. Проти ліквідації автономії виступив парламент (скупщина) Косова, який 2 липня 1990 проголосив край республікою. Сербська влада розпустила косовський парламент. Однак косовські депутати зібралися в місті Качаник, де 7 вересня 1990 проголосили Республіку Косово. У Косові припинилося мовлення державних радіо і телевізійних станцій албанською мовою, почалися звільнення албанців з державних структур, в деяких установах освіти було припенено викладання албанською. У відповідь почалися масові страйки, акції протесту, етнічні зіткнення.
У 1990 році в Косові було введено надзвичайний стан. Проте, сепаратистські прагнення серед албанців зростали. 22 вересня 1991 року було проголошено створення незалежної республіки Косово, а потім проведені несанкціоновані (серед албанської громади) референдум про незалежність і президентські вибори (23 травня 1992 року одночасно з парламентськими виборами), на яких президентом був обраний Ібрагім Ругова. 22 жовтня 1991 року незалежність Республіки Косово визнала Албанія. Почалося створення збройних формувань сепаратистів, які в 1996 році були об'єднані в Армію визволення Косова. У краї розгорнулася партизансько-терористична війна, жертвами якої стали сотні мирних жителів, чиновників і військових Югославії. Спочатку боротьбу з сепаратистами вели лише міліцейські підрозділи, але в 1998 році у військові дії вступила югославська армія. Війна супроводжувалася масовими репресіями, вбивствами мирних жителів і етнічними чистками з обох сторін конфлікту. Членами АВК були зруйновані багато пам'ятників православної культури, вигнано або знищено кілька десятків тисяч сербів. У 1999 році у військові дії втрутилося НАТО: масованим бомбардуванням були піддані югославські міста і військові об'єкти. Тисячі жителів Косова були вбиті, близько півмільйона, в основному албанців, залишилося без даху над головою. В результаті сербський уряд був змушений погодитися на введення в Косово військового контингенту НАТО KFOR і перехід краю під управління ООН, що і було здійснено на підставі резолюції РБ ООН № 1244 від 10 червня 1999 року.